# Agror
Agror o Agrore és una vall (antiga vall de frontera) al Pakistan. Sota els britànics formà part de la Província de la Frontera del Nord-oest i el 1901 del tahsil Mansehra del districte d'Hazara al Panjab; dins del Pakistan després del 1947, fins al 2000 va formar part del districte d'Hazara a la Província de la Frontera del Nord-oest; el 2000 aquest districte fou suprimit.
La vall ocupa la part superior de la conca del riu Kunhar (یائے کنہار) i el formen tres grups muntanyosos amb molta vegetació i petits llogarets i coves. Està poblat per swatis i gujars. La població era de 16.983 el 1901 (10.666 el 1881), tots musulmans. L'única producció és el cotó. La vila principal és Oghi, que fou la seu de la policia (Hazara Border Military Police).
És l'antiga Atyugrapura del llibre Rajatarangini i ja és esmentada per Ptolemeu. Des del temps de Tamerlà la zona fou governada per un kan dels karluks fins al començament del segle XVIII. El 1703 un sayyid de nom Jalal Baba va expulsar al kan i el país va ser dividit entre els caps swatis, un dels quals, Ahmad Sad al-Din (+1783), va assolir la posició de kan. El 1834 el nabab d'Amb va conquerir la vall, però el 1841 els sikhs van restaurar el kanat en la persona d'Ata Muhammad, descendent de Sad al-Din.
Quan la zona va a passar a domini britànic, el kan fou reconegut com a sobirà d'Agror i encarregat de la defensa de la vall, però el sistema no va funcionar i el 1852 els britànics van enviar una expedició per venjar la mort de dos oficials del departament de la sal (Salt Department); després de diverses queixes i altres incidents menors, el 1868 es va decidir establir una estació de policia a Agror i posar la vall sota administració directa britànica. El kan assabentat va fer cremar l'estació de policia recent construïda, per tribus vingudes de la muntanya (Black Mountain tribes). Es va enviar un contingent el mateix 1868 i el kan fou deposat i enviat sota vigilància a Lahore, però el 1870 fou restaurat. El va succeir el seu fill Ali Gauhar que el 1888 fou deposat per haver organitzat alguns atacs a territori sota control directe britànic. Per mantenir la pau es van fer expedicions contra les tribus de les Muntanyes Negres el 1888, 1891 i 1892 i des de llavors es va restablir la pau. El kanat fou abolit el 1891 per l'Agror Valley Regulation i el 1901 el territori fou incorporat al Panjab dins el districte d'Hazara.